# 吴麒
吴麒（1930年—），字子骥，男，祖籍浙江吴兴，生于上海，中国控制理论专家，曾任清华大学教授，中国自动化学会常务理事。